# NGC 6789
NGC 6789 (другие обозначения — PGC 63000, UGC 11425, MCG 11-23-1, ZWG 323.11, KDWG 260) — галактика в созвездии Дракон.
Этот объект входит в число перечисленных в оригинальной редакции «Нового общего каталога».
Наблюдения на 2,5 м телескопе Nordic подтвердили наличие ветви красных гигантов, а alpha-снимки позволили выявить наличие мощных HII-областей в центральных частях и 3 компактных объекта вне центра галактики.